# Ермолаев, Иван Алексеевич (поэт)
Иван Алексеевич Ермолаев (1899—1994) — русский поэт, последний живой участник кронштадтских событий 1921 года.
Родился 4 (17) января 1899 в крестьянской семье в Рязанской губернии.
В 1918 году, будучи студентом историко-филологического факультета Нижегородского государственного университета, был призван в Волжскую военную флотилию, стал ответственным секретарём официальной газеты флотилии. С января 1921 года служил в Кронштадте, один из соавторов обращения к правительству, разработанного 27 февраля 1921 года. После поражения Кронштадтского восстания эмигрировал в Финляндию. В 1922 году, после объявления амнистии рядовым участникам восстания, вернулся в Россию. Был сослан на Соловецкие острова, где провёл три года. Вернулся в Нижний Новгород, получил образование инженера, работал по полученной специальности. В 1990 году опубликовал воспоминания.

## Публикации
- Ермолаев Иван, Шмерельсон Григорий, Иродионова Вера. Стихи. Н. Новгород: Лит.-худ. кружок студентов НГУ, 1920.
- Ермолаев Иван. Прошли года, утихли бури… // Нижний Новгород : журнал. — 2017. — № 2. — С. 242—246.
- Сборники, включающие стихи И. Ермолаева:
  - Зарницы: Литературно-художественный сборник: Посвящается 2-й годовщине Октябрьской Революции. — Нижний Новгород: Издание Нижегородского Губагентства «Центропечать», 1919.
  - Волжская вольница: Литературно-художественный сборник. — Нижний Новгород: Нижегородское отделение Всероссийского Союза Поэтов, 1920.
- Воспоминания:
  - Ермолаев И. Власть Советам!..: О событиях в Кронштадте 1—18 марта 1921 г // Дружба народов : журнал. — 1990. — № 3. — С. 182—189.